# Équipe cycliste China Glory-Mentech Continental
L'équipe cycliste China Glory-Mentech Continental est une équipe cycliste chinoise, ayant le statut d'équipe continentale depuis sa création en 2021.

## Principales victoires

### Courses d'un jour
- Tour d'Alanya : 2023 (Willie Smit) et 2024 (Julien Trarieux)
- Grand Prix Antalya : 2024 (Ma Binyan)
- Grand Prix Apollon Temple : 2024 (Ma Binyan)
- Grand Prix Syedra Ancient City : 2024 (Lyu Xianjing)

### Courses par étapes
- Tour du lac Poyang : 2023 (Lyu Xianjing)
- Tour de Sakarya : 2024 (Willie Smit)

## Classements UCI
L'équipe participe aux épreuves des circuits continentaux et en particulier de l'UCI Europe Tour. Les tableaux ci-dessous présentent les classements de l'équipe sur les différents circuits, ainsi que son meilleur coureur au classement individuel.
UCI Africa Tour
| UCI Africa Tour | UCI Africa Tour        | UCI Africa Tour                           | UCI Africa Tour |
| Année           | Classement par équipes | Meilleur coureur au classement individuel |                 |
| --------------- | ---------------------- | ----------------------------------------- | --------------- |
| 2022            | -                      | Willie Smit (20e)                         |                 |
|                 |                        |                                           |                 |
| Source : UCI    |                        |                                           |                 |

UCI America Tour
| UCI America Tour | UCI America Tour       | UCI America Tour                          | UCI America Tour |
| Année            | Classement par équipes | Meilleur coureur au classement individuel |                  |
| ---------------- | ---------------------- | ----------------------------------------- | ---------------- |
| 2022             | -                      | Sean Bennett (84e)                        |                  |
|                  |                        |                                           |                  |
| Source : UCI     |                        |                                           |                  |

UCI Asia Tour
| UCI Asia Tour | UCI Asia Tour          | UCI Asia Tour                             | UCI Asia Tour |
| Année         | Classement par équipes | Meilleur coureur au classement individuel |               |
| ------------- | ---------------------- | ----------------------------------------- | ------------- |
| 2022          | 13e                    | Lyu Xianjing (282e)                       |               |
| 2023          | 4e                     | -                                         |               |
|               |                        |                                           |               |
| Source : UCI  |                        |                                           |               |

UCI Europe Tour
| UCI Europe Tour | UCI Europe Tour        | UCI Europe Tour                           | UCI Europe Tour |
| Année           | Classement par équipes | Meilleur coureur au classement individuel |                 |
| --------------- | ---------------------- | ----------------------------------------- | --------------- |
| 2022            | -                      | Matteo Malucelli (807e)                   |                 |
|                 |                        |                                           |                 |
| Source : UCI    |                        |                                           |                 |

L'équipe est également classée au Classement mondial UCI qui prend en compte toutes les épreuves UCI et concerne toutes les équipes UCI.
| Classement mondial | Classement mondial     | Classement mondial                        | Classement mondial |
| Année              | Classement par équipes | Meilleur coureur au classement individuel |                    |
| ------------------ | ---------------------- | ----------------------------------------- | ------------------ |
| 2022               | 111e                   | Willie Smit (590e)                        |                    |
| 2023               | 48e                    | James Piccoli (374e)                      |                    |
| 2024               | -                      | Ma Binyan (619e)                          |                    |
|                    |                        |                                           |                    |
| Source : UCI       |                        |                                           |                    |

## China Glory-Mentec Continental en 2025
| Cycliste        | Date de naissance | Nationalité    | Équipe 2024                          |  |
| --------------- | ----------------- | -------------- | ------------------------------------ |  |
| Igor Chzhan     | 2 octobre 1999    | Kazakhstan     | Astana Qazaqstan                     |  |
| Lucas De Rossi  | 16 août 1995      | France         | China Glory                          |  |
| Fu Enqi         | 21 septembre 2004 | Chine          | China Glory                          |  |
| Yevgeniy Gidich | 19 mai 1996       | Kazakhstan     | Astana Qazaqstan                     |  |
| Li Yuheng       | 6 janvier 2002    | Chine          | Shenzhen Xidesheng                   |  |
| Li Zhen         | 17 juillet 2002   | Chine          | China Glory                          |  |
| Lyu Xianjing    | 2 février 1998    | Chine          | China Glory                          |  |
| Ma Binyan       | 25 janvier 1995   | Chine          | China Glory                          |  |
| Shen Yutao      | 19 septembre 2000 | Chine          | China Glory                          |  |
| Willie Smit     | 29 décembre 1992  | Afrique du Sud | China Glory                          |  |
| Sun Changsheng  | 30 novembre 2002  | Chine          | China Glory                          |  |
| Teng Geng       | 13 février 1999   | Chine          | China Glory                          |  |
| Teng Yun        | 13 février 1999   | Chine          | Pingtan International Tourism Island |  |
| Norman Vahtra   | 23 novembre 1996  | Estonie        | Van Rysel-Roubaix                    |  |
| Yu Jiaqing      | 5 août 2004       | Chine          | China Glory                          |  |